# Bertil Johansson
Bertil Johansson (Göteborg, 1935. március 22. – Hönö, 2021. május 5.) válogatott svéd labdarúgó, csatár, edző. Kétszeres svéd bajnoki gólkirály (1957–58, 1961).

## Pályafutása

### Klubcsapatban
1951 és 1954 között a Sävedalens, 1955 és 1968 között az IFK Göteborg labdarúgója volt. A göteborgi csapattal az 1957–58-as idényben bajnokságot nyert és Henry Källgrennel holtvevrsenyben gólkirály lett. Az 1961-es idényben ismét a bajnokság legeredményesebb játékosa lett.

### A válogatottban
1958 és 1963 között négy alkalommal szerepelt a svéd válogatottban.

### Edzőként
1967 és 1970 között az IFK Göteborg vezetőedzője volt és egy bajnoki címet szerzett a csapattal az 1969-es idényben. 1982 és 1987 között nevelőcsapata a Sävedalens szakmai munkáját irányította.

## Sikerei, díjai

### Játékosként
IFK Göteborg
- Svéd bajnokság
  - bajnok: 1957–58
  - gólkirály (2): 1957–58 (Henry Källgrennel holtversenyben), 1961

### Edzőként
IFK Göteborg
- Svéd bajnokság
  - bajnok: 1969